# Kuhbarsch
Der Kuhbarsch (Lactarius lactarius) (Latein, lactarius = milchig) ist ein barschverwandter Meeresfisch, der im tropischen Indopazifik, von Ostafrika bis Südostasien, Japan, Queensland und Fidschi verbreitet ist. Er lebt küstennah bis in Tiefen von 100 Metern.

## Merkmale
Er wird maximal 40, meistens jedoch nur 30 Zentimeter lang. Mit einer Länge von 16,8 bis 19,2 Zentimeter wird er geschlechtsreif. Seine Körperfarbe ist silbergrau, die Bauchseite ist silbrig weiß, die Rückenflossen schimmern bläulich, die übrigen Flossen sind schwach gelblich. Auf dem oberen Teil des Kiemendeckels hat er einen verwaschenen dunklen Fleck.
Der Kuhbarsch hat zwei Rückenflossen, die erste wird von acht bis neun Hart-, die zweite von 20 bis 22 Weichstrahlen gestützt. Die Afterflosse hat drei Flossenstacheln und 25 bis 28 Weichstrahlen. Die weichstrahlige Rückenflosse und der weichstrahlige Teil der Afterflosse sind mit leicht abfallenden Schuppen bedeckt, die regelmäßig ersetzt werden. Der Kuhbarsch hat 24 Wirbel. Sein schräg stehendes Maul ist groß. An der Spitze von Ober- und Unterkiefer trägt der Fisch jeweils zwei kleine Fangzähne. Er ernährt sich von bodenbewohnenden und im Boden grabenden Lebewesen.